# Gonçal Artur López Nadal
Gonçal Artur López Nadal (Palma, 10 de gener de 1953) és un professor universitari i un escriptor. És professor emèrit d'Història econòmica de la Universitat de les Illes Balears, on ensenyà fins a l'any 2021. Actualment és investigador col·laborador.
Nebot del diplomàtic i traductor Guillem Nadal Blanes, va viatjar amb ell a l'Índia i a altres indrets. Va estudiar història a la Universitat Autònoma de Barcelona i se va doctorar en aquesta especialitat. Va assolir un segon doctorat a la Universitat de Leeds, on havia treballat ans abans com a lector. Va gaudir de l'amistat i protecció de Joan Mascaró i Fornés. S'ha especialitzat en la història dels corsaris. La seva obra principal és El Corsarisme mallorquí a la Mediterrània occidental, 1652-1698. Un comerç forçat, Palma, 1986.